# David Embé
David Embé es un exfutbolista camerunés.  

## Clubes
- Racing FC Bafoussam (1990 - 1993)
- Clube de Futebol Os Belenenses (1993 – 1994)
- AE Larisa (1994 - 1996)
- Tecos de la UAG (1996 - 1998)
- Shanghái Shenhua (1999)
- Deportivo Municipal (1999 - 2000)
- FC Chernomorets Novorossiysk (2001)
- New England Revolution (2001)

- Datos: Q2426081